# Дубайич, Боян
Боян Дубайич (серб. Бојан Дубајић; род. 1 сентября 1990, Нови-Сад) — сербский футболист, нападающий.

## Клубная карьера
Начал карьеру в сербском клубе «Инджия» (первый тренер Стоян Кнежевич), где играл в основном во втором дивизионе. В 2010 году на правах аренды играл за команду «Раднички» (Сомбор). В сезоне 2010/11 провел за «Инджию» четыре матча в сербской Суперлиге.
С 2013 по 2016 год выступал во втором дивизионе Швейцарии — сначала в «Лугано», позже был арендован клубом «Ле Монт» и через полгода перешёл в его состав на постоянной основе. Всего провел в Челлендж-лиге 76 матчей и забил 12 голов. Во второй половине 2016 года играл за таиландский клуб «Сисакет», однако в конце года покинул его в качестве свободного агента.
В марте 2017 года подписал контракт с белорусским клубом «Городея». С течением времени закрепился в основе белорусской команды и в июне 2017 года продлил контракт до конца сезона 2018. 14 декабря 2018 года стал игроком борисовского БАТЭ.
В феврале 2019 года дебютировал за БАТЭ в матче 1/16 финала Лиги Европы против лондонского «Арсенала» (1:0). Первый гол за «желто-синих» провел в ворота минского «Торпедо» (1:0). В матче 19 тура Высшей лиги оформил хет-трик в ворота мозырьской «Славии» (4:0).

## Достижения
- Обладатель Кубка Беларуси: 2019/20
- Серебряный призёр чемпионата Белоруссии: 2019[6]
- Включён Белорусской федерацией футбола в список 22 лучших футболистов чемпионата: 2017 (сборная «Б»)[7].
- Лучший игрок ФК «Городея»: 2017[8].
- Лучший нападающий чемпионата 2017 по среднему рейтингу Instat[9].
- Топ-3 самых эффективных легионеров чемпионата Белоруссии[10].